# Lehtmetsa (Muhu)
Lehtmetsa is een plaats in de Estlandse gemeente Muhu, provincie Saaremaa. De plaats heeft de status van dorp (Estisch: küla).

## Bevolking
Het dorp had 24 inwoners op 31 december 2011 en 32 inwoners op 31 december 2021.

## Ligging
De plaats ligt aan de oostkust van het eiland Muhu, ongeveer 7 km ten noorden van de veerhaven Kuivastu.

## Geschiedenis
Lehtmetsa werd voor het eerst genoemd in 1645 onder de naam Lechtmez, een dorp in de Wacke Urinkas. Een Wacke was een administratieve eenheid voor een groep boeren met gezamenlijke verplichtingen. In 1798 werd het dorp Lächtmets genoemd en lag het op het landgoed Magnusdahl (Võlla).
Tussen 1977 en 1997 maakte Lehtmetsa deel uit van het buurdorp Pärase.